# Bjarke Ingels Group
Bjarke Ingels Group, zkratka BIG, je dánský architektonický ateliér, který zaměstnává architekty, designéry a stavitele. Sídlí v Kodani a New Yorku.
Projektují řadu projektů v Evropě, Severní Americe, Asii a na Středním východě. Od roku 2021 společnost zaměstnává 600 lidí.

## Projekty

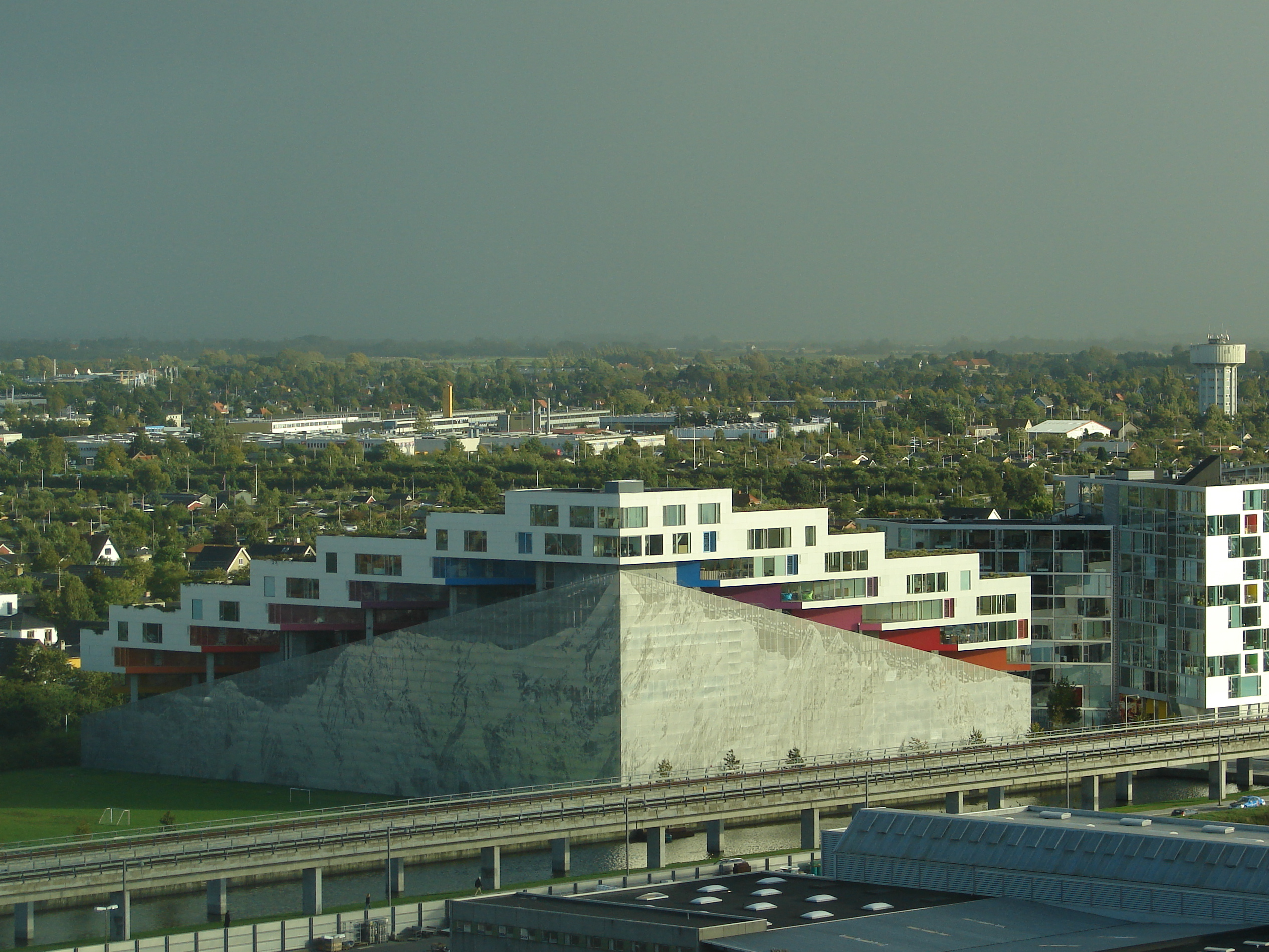
Mountain Dwellings v Ørestad, Kodaň, Dánsko

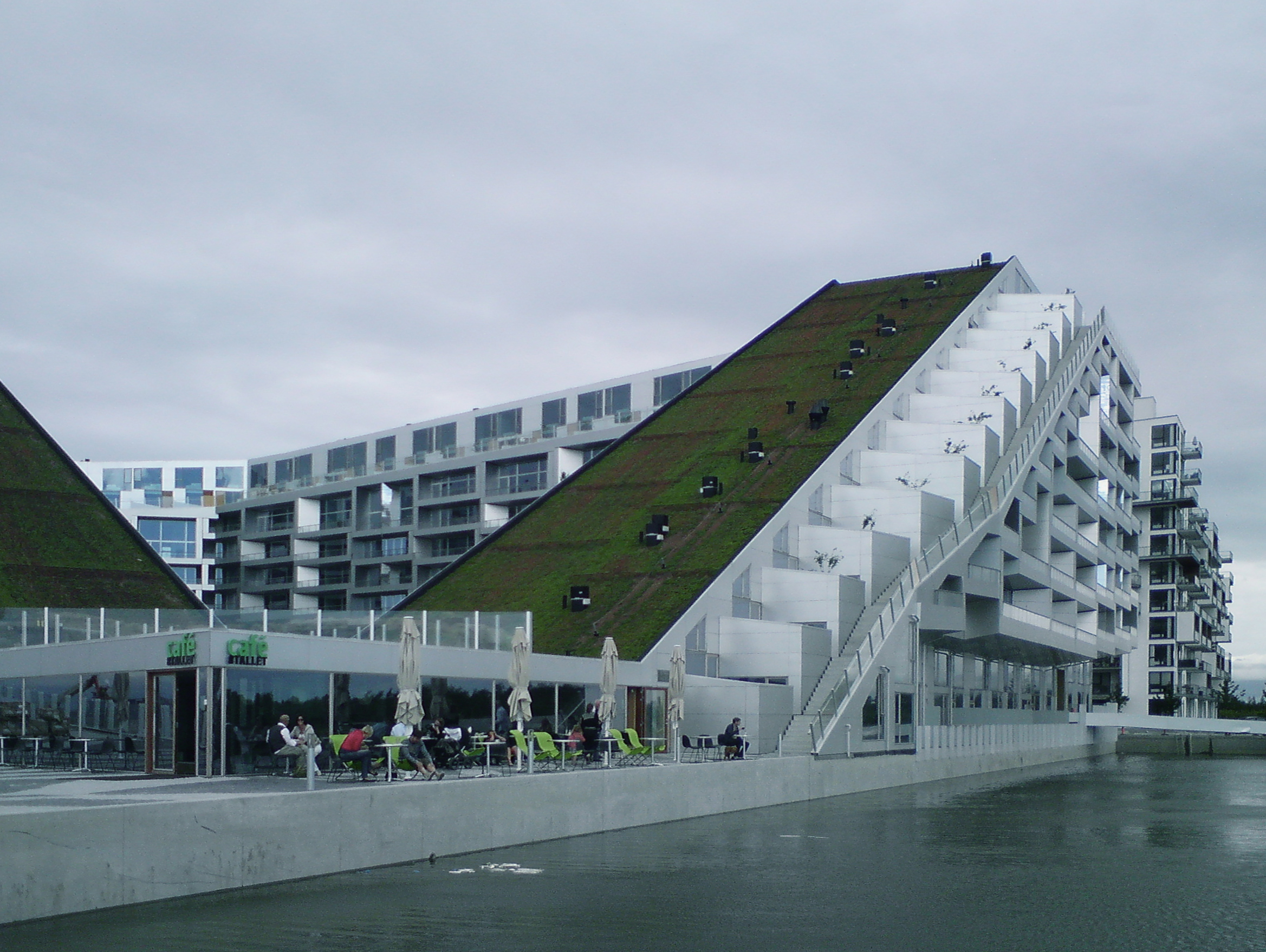
8 House v Ørestad, Kodaň, Dánsko

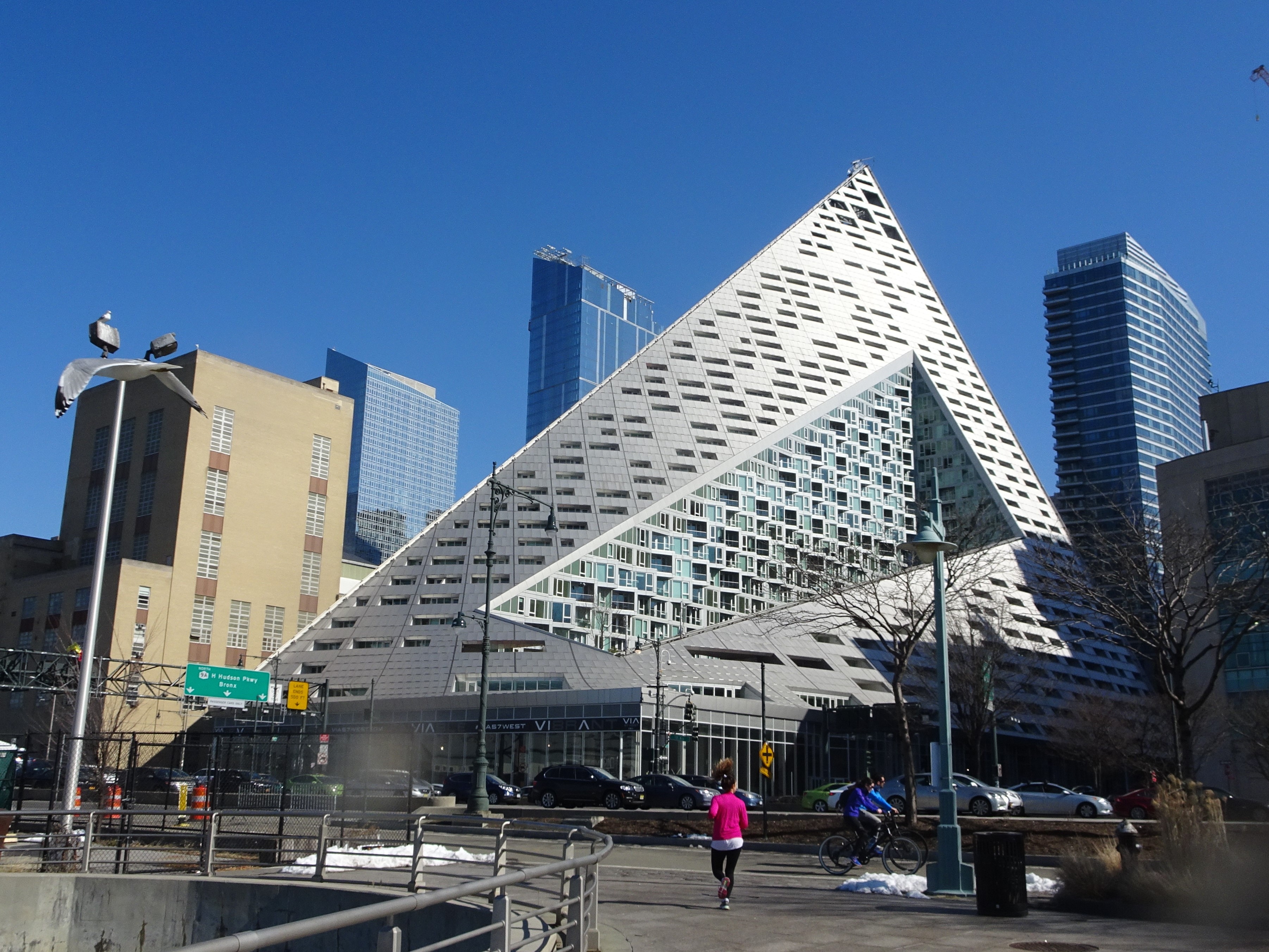
West 57 v New Yorku

- Copenhagen Harbour Baths, navržený BIG & JDS, Kodaň (dokončeno 2002)
- Námořní dům mládeže, navržený BIG & JDS, Kodaň (dokončeno 2004)
- Psychiatrická nemocnice, navržená BIG & JDS, Helsingor, Dánsko (dokončeno 2005)
- VM Houses, navržený BIG & JDS, Ørestad, Kodaň (dokončeno 2006)
- M2 Hill House, Dánsko[2]
- Sjakket Community Building, navržený BIG & JDS, Kodaň (dokončeno 2007)
- Mountain Dwellings, Ørestad, Kodaň (dokončeno 2008)
- Gyeonggi Museum of Modern Art, Gyeonggi, Korea
- 8 House, Ørestad, Kodaň (2010)[3]
- Dánský pavilon Expo 2010, EXPO 2010, Šanghaj, Čína
- Times Square Valentine, New York City, USA (dokončeno 2012)
- Superkilen, inovativní park ve čtvrti Nørrebro v Kodani (výhra v soutěži 2008, dokončeno 2012)
- Heinemann Regionals Taxfree Store, letiště v Kodani, Kodaň, Dánsko
- Dánské námořní muzeum, Helsingør, Dánsko (dokončeno 2013)
- Gymnasium Gammel Hellerup – sportovní hala a budova kultury, Hellerup, Dánsko (dokončeno 2013 a 2015)
- 1200 Intrepid – kancelářská budova ve Philadelphii
- Warehouse 421, Mina Zayed, Abu Dhabi, Spojené arabské emiráty[4]
- The BIG Maze, National Building Museum, Washington DC (dokončeno 2014)
- VIA 57 West, New York City, Spojené státy americké (dokončeno 2016)[5]
- Tirpitz Museum, Blåvand, Dánsko (dokončeno 2017)[6]
- LEGO House, Billund, Dánsko (dokončeno 2018)[7]
- 79&Park, Stockholm, Švédsko (dokončeno 2018)[8]
- HB Woodlawn Secondary School, Arlington, Virginia, Spojené státy americké[9][10]
- Amager Bakke, Kodaň, Dánsko (dokončeno 2017)[11][12]